# Сёдертелье (хоккейный клуб)
Хокке́йный клуб «Сёдертелье» (швед. Södertälje SK) — профессиональный хоккейный клуб, представляющий одноимённый шведский город. Выступает в Шведской элитной серии. Домашняя арена — AXA Спортс Сентер — вмещает 6 100 зрителей.

## История
Клуб был основан в 1902 году, хоккейное отделение клуба появилось в 1925 году (первый хоккейный клуб не из Стокгольма). «Сёдертелье» семь раз становился чемпионом Швеции. За последние десятки лет клуб несколько раз вылетал из высшего дивизиона, однако вновь возвращался в элиту. Фанатское объединение клуба называется «Blue Lightnings».

## Достижения
- Чемпион Швеции 1925, 1931, 1941, 1944, 1953, 1956, 1985.
- Серебряный призёр чемпионата Швеции 1928, 1929, 1932, 1937, 1942, 1945, 1946, 1951, 1986.

## Изъятые номера
- 2  Андерс Элдебринк
- 7  Стиг-Ёран Йоханссон
- 11  Гленн Йоханссон

## Известные игроки
Вячеслав Буцаев

 Мартин Цибак

 Матс Валтин

 Никлас Хавелид

 Юнас Хоглунд

 Ханнес Хювёнен

 Олли Йокинен

 Анже Копитар

 Микаэль Самуэльссон

 Растислав Станя

 Кайл Колдер

 Родриго Лавиньш

 Григорийс Пантеллевс

 Тимми Петтерссон

 Любомир Секераш

 Иржи Шлегр

 Рональд Петтерссон

 Юнас Андерссон

 Мартин Хабада

 Феликс Шеель

 Юлиан Якобсен

 Жига Еглич